# Исламска армија у Ираку
Исламска армија у Ираку је једна од бројних исламистичких муџахединских организација створених у Ираку након америчке инвазије Ирака 2003. и пропасти Батистичке власти Садама Хусеина.
Исламска Армија у Ираку је одговорна за убиство следећих талаца:
- Енцо Балдони, италијански новинар убијен 26. августа 2004.
- 2 Пакистанца убијена 28. јула 2004.
- Далибор Лазаревски, Драган Марковић и Зоран Насковски, три македонска цивилна радника по уговору, убијена у октобру 2004.
- Роналд Шулц, амерички сигурносни саветник, убијен 19. децембра 2005.

Такође, група је преузела одговорност за неуспели покушај убиства ирачког политичара Ахмеда Чалабија. У нападу су погинула 2 његова телохранитеља.
22. априла 2005, Исламска армија у Ираку издала је видео-запис који приказује убиство Бугарина након обарања његовог хеликоптера.